# Modos rítmicos
Modos rítmicos es el nombre actual para un concepto rítmico medieval, en que el valor y la duración relativa de cada nota están determinados por su posición dentro de una serie o modo rítmico más amplio que consiste en una sucesión de patrones de valores largos y breves. En la notación el valor de la nota individual se expresa no por su forma, sino por su posición dentro de una figura de notación mayor (llamada ligadura, un grupo de sonidos "enlazados") así como por la posición de esa figura entre el resto. Se trata del primer sistema coherente que se conoce sobre el ritmo y la notación rítmica en la música occidental desde la Antigüedad. Se asoció principalmente a la polifonía de la Escuela de Notre Dame de finales del siglo XII y principios del XIII, pero algunos estudiosos modernos también lo han aplicado a la monofonía profana medieval, si bien con resultados discutibles.

## Historia
Los modos rítmicos se describen en un grupo de tratados del siglo XIII, entre los que destacan el De mensurabili musica de Juan de Garlandia, los textos del Anónimo de San Emmeram y del Anónimo IV que se basan en Garlandia; Anónimo VII; el anónimo Discantus positio vulgaris; Magister Lambertus y Franco de Colonia. Al igual que el repertorio de Notre Dame en el que se encuentra, el ritmo modal se desarrolló antes de la llegada de las formas de notas mensurales, pero todos los testigos teóricos se basan en la notación mensural para reducir la ambigüedad inherente al sistema. Así pues, la forma original del sistema debe reconstruirse en cierta medida. Se puede ver en funcionamiento en varios manuscritos del siglo XIII.
La notación modal desarrollada por los compositores de la Escuela de Notre Dame entre 1170 y 1250, sustituyó al ritmo aún no medido de la primera polifonía y canto llano por los patrones basados en los pies métricos de la poesía clásica y fue el primer paso hacia el desarrollo de la notación mensural. Aunque el uso de los modos rítmicos es el rasgo más característico de la música tardía de la Escuela de Notre Dame, sobre todo las composiciones de Pérotin, también predominan en gran parte del resto de la música del ars antiqua a mediados del siglo XIII aproximadamente. Los tipos de composición que estaban impregnados por el ritmo modal son los del organum (los más célebres, el organum triplum y el organum quadruplum de Pérotin), el conductus, así como la cláusula de discanto de Notre Dame. Más adelante en ese mismo siglo, los motetes de Petrus de Cruce así como muchos compositores anónimos, que cultivaban las clausulae de discanto, también utilizaban el ritmo modal, a menudo con una complejidad mucho mayor que la que podemos encontrar a principios de siglo. Por ejemplo, hay pasajes en los que cada voz canta en un modo diferente, igual que si fuese un idioma diferente.
Después de Juan de Garlandia, varios teóricos trataron de incluir la semibreve en el sistema modal y, por tanto, de otorgarle una medida precisa. Lambertus amplió los modos rítmicos a nueve, incluyendo cuatro patrones que describen varias combinaciones de movimiento breve y semibreve. En efecto, la hasta entonces "indivisible" recta breve se convirtió en ternaria. Franco de Colonia reconoció las limitaciones del sistema y fue el primero en proponer un método de notación en el cual la duración de una nota era representado por su forma distintiva. En su Ars cantus mensurabilis describió cinco modos, combinando los modos 1 y 5 de Garlandia en uno solo y redefiniendo el modo 6 de Garlandia como la expresión del movimiento "enteramente en breves y semibreves" (subsumiendo así cuatro de los modos de Lambertus en uno solo). Un sistema de siete modos, aludido pero rechazado por Franco, se menciona en un tratado del siglo XIV atribuido en su día a Theodoricus de Campo. El séptimo modo se mueve enteramente en semibreves. Sin embargo, para Franco, y para los músicos que le siguieron, los modos no se utilizaban como guías para la notación, sino exclusivamente como descripciones de las relaciones duracionales; la notación mensural inequívoca había sustituido a los modos rítmicos.

## Descripción
En la mayoría de las fuentes se recogen seis modos rítmicos, como ya se explicó en un tratado anónimo de hacia 1240, titulado De mensurabili musica (anteriormente atribuido a Johannes de Garlandia, y que ahora se sabe que fue ampliamente corregido a finales del siglo XIII. Cada modo consiste en un breve patrón de valores largos y cortos de las notas (longas y breves) que se corresponde con un pie métrico. Aunque este sistema de seis modos fue reconocido por los teóricos de la Edad Media, en la práctica sólo los tres primeros parecen haber sido los modelos estándar del período modal, siendo el segundo modo menos frecuente que el primero y tercero. El cuarto modo casi no aparece; por su parte el quinto y el sexto son difíciles de ver en su ritmo uniforme. El quinto modo se utiliza normalmente sólo en la voz más baja (o tenor).
| N.º | Nombre     | Valores | Valores               | Transcripción moderna                                                 |
| --- | ---------- | ------- | --------------------- | --------------------------------------------------------------------- |
| 1   | Troqueo    |         | larga - breve         | negra, corchea (medido en 3/8 o 6/8) Play ×4ⓘ                         |
| 2   | Yambo      |         | breve - larga         | corchea, negra (medido en 3/8 o 6/8) Play ×4ⓘ                         |
| 3   | Dáctilo    |         | larga - breve - breve | negra con puntillo, corchea, negra (medido en 6/8) Play ×2ⓘ           |
| 4   | Anapesto   |         | breve - breve - larga | corchea, negra, negra con puntillo (medido en 6/8) Play ×2ⓘ           |
| 5   | Espondeo   |         | larga - larga         | negra con puntillo, negra con puntillo (medido en 3/8 o 6/8) Play ×2ⓘ |
| 6   | Tribraquio |         | breve - breve - breve | corchea, corchea, corchea (medido en 3/8 o 6/8) Play ×4ⓘ              |

### Uso
Teóricamente, según el sistema la melodía del primer modo debía consistir en continuas repeticiones del esquema larga breve y cada frase terminaba con un silencio que sustituía a la segunda nota del esquema. Sin embargo, si una melodía hubiese seguido tal esquema al poco tiempo se hubiese hecho monótona y en la práctica el ritmo era más flexible. Cualquiera de las notas se podía fragmentar en unidades más breves o ambas notas del esquema combinarse en una sola; de la misma manera se disponía de otros recursos que aportaban variedad; al igual la medida del tercer modo podía cantarse sobre un tenor que sostenía notas largas que no estaban medidas estrictamente o que podían estar organizadas según el esquema del quinto modo. Los teóricos llamaban “Perfectio” a la unidad de medida ternaria que asentaba la base de los modos rítmicos. Esto permitía que un modo se pudiera combinar con cualquier otro. La división ternaria del tiempo, producía un efecto parecido al de los metros modernos 6/8 o 9/8. El modo rítmico requerido se indicaba por la selección y el orden de las notas. Las ligaduras indicaban grupos de dos, tres o más sonidos, estos eran un importante medio para portar la información.
El sistema fue concebido a finales del siglo XII y se utilizaron combinaciones estereotipadas de las ligaduras para indicar las pautas de las notas largas (longas) y de las notas cortas (breves), que permitían al intérprete o ejecutante reconocer cuál de los seis modos rítmicos había que aplicar a un pasaje determinado. Las notas ligadas en grupos de 3, 2, 2, 2, etc. indican el primer modo; 2, 2, 2, 2, ... 3, el segundo modo; 1, 3, 3, 3, 3, etc. el tercer modo; 3, 3, 3,... 1, el cuarto modo; 3, 3, 3, 3, etc. el modo quinto y 4, 3, 3, 3, etc. el sexto. Así pues, la lectura y la interpretación de la música utilizando los modos de notación rítmica se basa en el contexto. Después de reconocer cuál de los seis modos se debe aplicar a un pasaje de neumas, un cantor normalmente seguirá en ese mismo modo hasta el final de una frase, o una cadencia. En las ediciones modernas de la música medieval, ligaduras están representados por paréntesis horizontal sobre las notas que figuran en él.
Todos los modos se rigen por un principio de métrica ternaria, lo que significa que cada modo tendrá un número de subdivisiones divisible entre 3. Se cree que este rasgo puede tener su origen en la teología en la que la santísima trinidad era símbolo de perfección y, como toda música busca la perfección, por ello tenía que ser divisible en 3. Menos especulativa es la posible flexibilidad del ritmo que permite la variedad y evita la monotonía. Las notas podían dividirse en unidades más cortas (fractio modi) o dos unidades rítmicas del mismo modo podían combinarse en una sola (extensio modi). 
Un ordo (plural ordines) es una frase construida a partir de una o más porciones de un patrón modal y que termina en un silencio. Los ordines se describen en función del número de repeticiones y la posición del silencio final. Los "ordines perfectos" terminan con la primera nota del patrón seguida de un silencio que sustituye la segunda mitad del patrón, y los "ordines imperfectos" terminan en la última nota del patrón seguida de un silencio igual a la primera parte. Los "ordines imperfectos" son prácticamente teóricos y raros en la práctica, mientras que los "perfectos" son predominantes.
La prosodia en los versos latinos y griegos dependía de la relación entre las sílabas largas y las breves en cada verso de un poema. A la unidad formada por dos o tres sílabas se le llamaba pie. El verso constaba de dos a seis pies (dímetro, trímetro, tetrámetro, pentámetro, hexámetro). Los principales tipos de pie eran el yambo ( -  --), el troqueo (-- - ), el anapesto (- -  --) el dáctilo (-- - - ), el espondeo (-- - --) y el tribraquio ( - - - ). Los tipos de verso se organizaban según el tipo de pie y el número de pies de cada verso.